# 대한민국 국회예산정책처
국회예산정책처(國會豫算政策處, National Assembly Budget Office, 약칭: NABO)는 국가의 예산결산·기금 및 재정운용과 관련된 사항에 관하여 연구분석·평가하고 의정활동을 지원하는 대한민국 국회의 소속기관이다. 서울특별시 영등포구 의사당대로 1 국회의사당에 위치하며, 처장은 차관급 정무직공무원으로 보한다.

## 설치 근거 및 소관 사무

### 설치 근거
- 「국회법」 제22조의2제1항[2]

### 소관 사무
- 예산안·결산·기금운용계획안 및 기금결산에 대한 연구 및 분석
- 예산 또는 기금상의 조치가 수반되는 법률안 등 의안에 대한 소요비용의 추계
- 국가재정운용 및 거시경제동향의 분석 및 전망
- 국가의 주요 사업에 대한 분석·평가 및 중·장기재정소요 분석
- 국회의 위원회 또는 국회의원이 요구하는 사항의 조사 및 분석

## 연혁
- 2003년 10월 19일: 국회예산정책처 설치.[3]

## 조직

### 처장
기획관리관실
- 총무담당관실[5]
- 정책총괄담당관실[5]
- 기획예산담당관실[5]

예산분석실
- 사업평가심의관실[4]
  - 예산분석총괄과[7]
  - 산업예산분석과[7]
  - 사회예산분석과[7]
  - 행정예산분석과[7]
  - 경제산업사업평가과[7]
  - 사회행정사업평가과[7]
  - 공공기관평가과[7]

추계세제분석실
- 조세분석심의관실[4]
  - 추계세제총괄과[7]
  - 경제비용추계과[7]
  - 사회비용추계과[7]
  - 행정비용추계과[7]
  - 재산분석1과[7]
  - 재산분석2과[7]

경제분석국
- 경제분석총괄과[7]
- 거시경제분석과[7]
- 산업자원분석과[7]
- 인구전략분석과[7]

## 정원
국회예산정책처에 두는 공무원의 정원은 다음과 같다.
| 총계      | 총계              | 138명 |
| --------- | ----------------- | ----- |
| 정무직 계 | 정무직 계         | 1명   |
|           | 처장              | 1명   |
|           |                   |       |
| 일반직 계 | 일반직 계         | 137명 |
|           | 1급 이하 2급 이상 | 6명   |
|           | 3급 이하 5급 이상 | 98명  |
|           | 6급 이하          | 33명  |

## 같이 보기
- 국회예산정책처장